# Vylodění u Anzia
Vylodění u Anzia neboli operace Shingle byl pokus spojenců obejít a záhy obklíčit německé pozice na Gustavově linii v Itálii, necelých 150 km na jih od Říma. Samotné vylodění Němce překvapilo a vrchního velitele německých sil v Itálii Alberta Kesselringa velmi znepokojilo, neboť v oblasti se nenacházely téměř žádné síly schopné vylodění čelit. Generál Lucas, se souhlasem generála Clarka však nevyužil moment překvapení a rozhodl se nejdřív posílit předmostí. Tato přestávka poskytla Kesselringovi čas a prostor reagovat. Pokus o průlom Gustavovy linie nakonec skončil zoufalým bojem o předmostí.